# بروجكت كروس زون 2
بروجكت كروس زون 2 (بالإنجليزية: Project X Zone 2) هي لعبة فيديو من نوع لعبة تقمص الأدوار أنتجت سنة 2015 ونشرت في اليابان، وسيصدر اللعبة خارج اليابان في العام القادم.

## الملاحظات
1. ↑  يعرف اللعبة في اليابان بعنوان بروجكت كروس زون 2: برايف نيو ورلد (بالإنجليزية: Project X Zone 2: Brave New World‎؛ باليابانية: プロジェクト クロスゾーン2：ブレイブニューワールド‎، ‏بروجكتوه كوروسوه زون 2: بوريبو نييو وارودوه؟)